# 秋田県道298号道村大川線
秋田県道298号道村大川線（あきたけんどう298ごう どうむらおおかわせん）は、秋田県男鹿市から南秋田郡五城目町に至る一般県道である。

## 概要
八郎潟の西岸から大潟村南部を東へ横断し、JR東日本 奥羽本線 八郎潟駅前で秋田県道219号三倉鼻五城目線に合流する。終点まで県道219号の重複区間で、終点で国道7号へ接続する。
秋田県道219号三倉鼻五城目線重複区間の八郎潟駅前の一日市商店街は、8月18日から20日の一日市の盆踊開催時に通行止めとなる。

### 路線データ
- 総延長 : 19.981 km[2]
- 実延長 : 15.889 km[2]
- 起点 : 秋田県男鹿市鵜木字白榎木240番（秋田県道54号男鹿琴丘線交点）[3]北緯39度58分25秒 東経139度55分3.32秒
- 終点 : 秋田県南秋田郡五城目町大川字沖面940番（大川三差路、国道7号交点）[3]北緯39度55分55.52秒 東経140度4分52.97秒
- 未供用区間 : なし[2]

## 歴史
- 1977年（昭和52年）4月1日 - 秋田県道に認定される[3]。

## 路線状況

### 別名
菜の花ロード
大潟村を通る区間では秋田県道42号男鹿八竜線とともに沿道には菜の花が植えられ、その総延長は11kmにも及ぶ。花の時期には道路に沿って一直線に黄色い帯が続き、かおり風景100選に選定されている。2013年からは同じ場所にヒマワリの植栽も始められ、夏場は「ひまわりロード」となる。

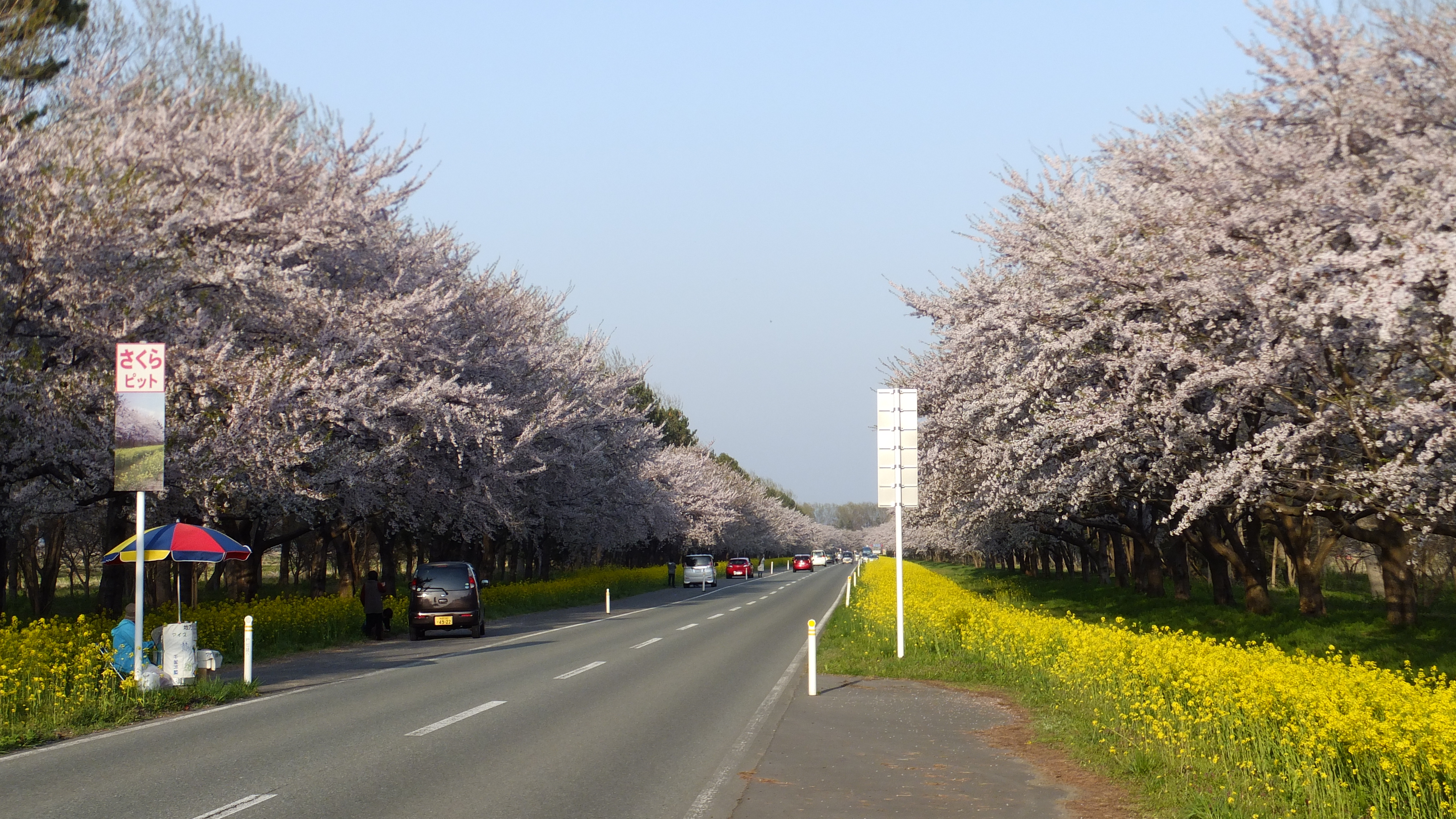
菜の花ロードと桜
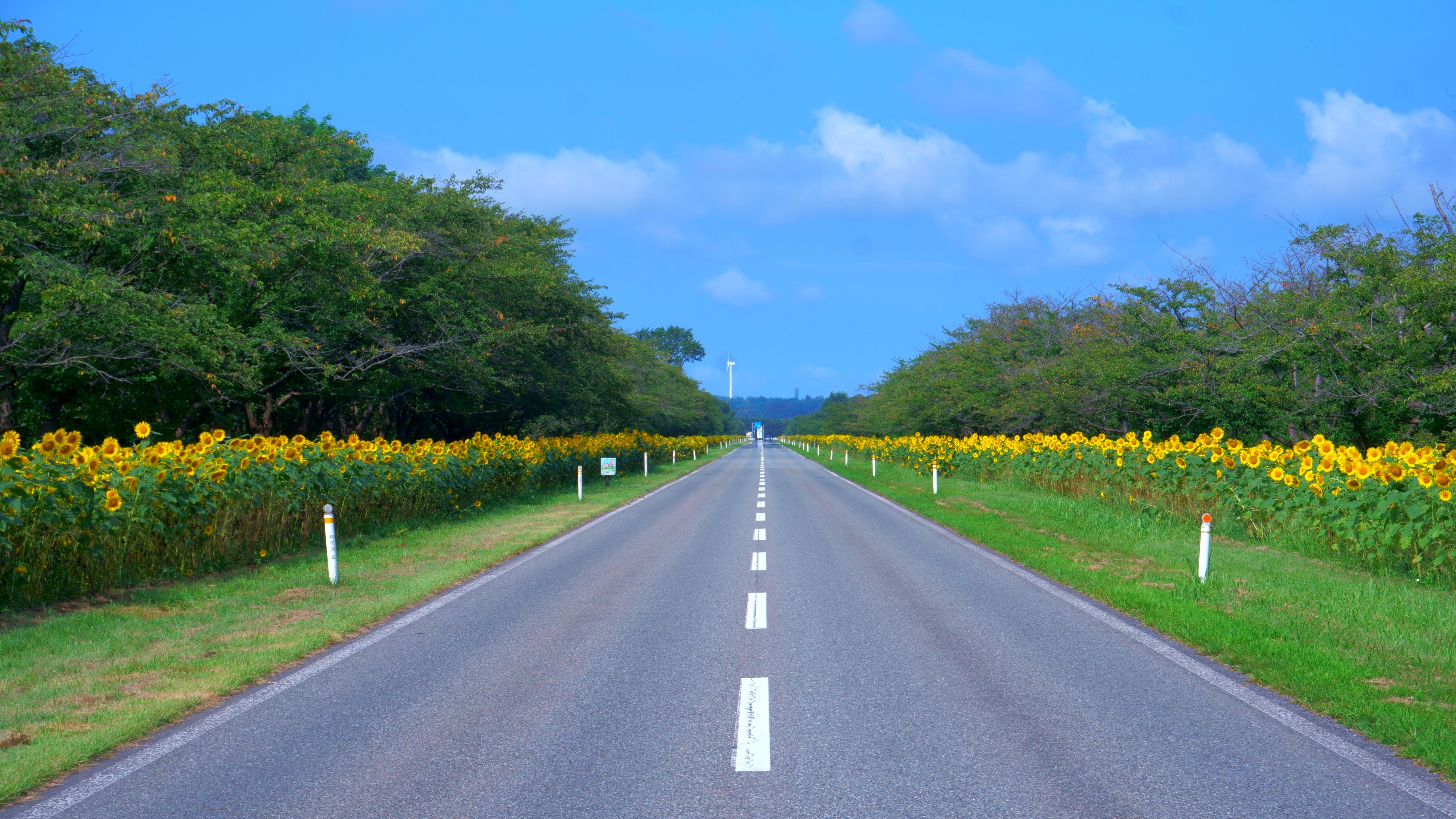
ひまわりロード

### 重複区間
重複区間の延長は4.092 km
- 秋田県道42号男鹿八竜線（南秋田郡大潟村字西野・地内）、約2km
- 秋田県道219号三倉鼻五城目線：南秋田郡八郎潟町一日市字大道・交点 - 南秋田郡五城目町大川・終点約2km

### 冬期閉鎖区間
- なし[6]

### 交通不能区間
- なし[7]

### 道路施設

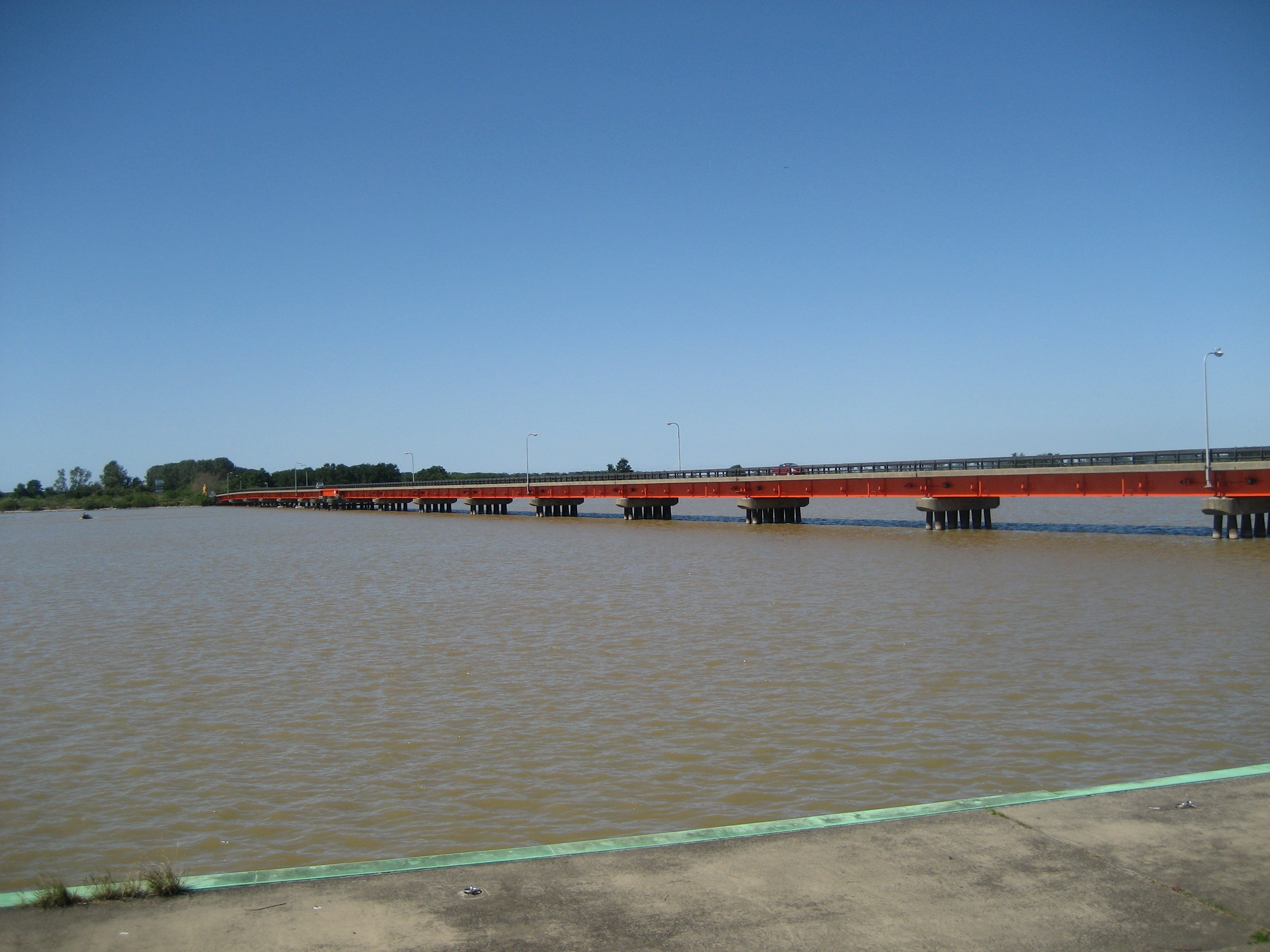
東部承水路に架かる大潟橋

- 祝田橋
- 御幸橋
- 大潟橋

## 地理

### 通過する自治体
- 男鹿市 - 南秋田郡大潟村 - 南秋田郡八郎潟町 - 南秋田郡五城目町

### 交差する道路
| 施設名     | 接続路線名                  | 備考               | 所在地                                                              |
| ---------- | --------------------------- | ------------------ | ------------------------------------------------------------------- |
|            | 秋田県道54号男鹿琴丘線      | 起点               | 男鹿市鵜木字白榎木                                                  |
|            | 秋田県道42号男鹿八竜線      | 重複区間           | 南秋田郡大潟村字西野・地内北緯39度58分22.78秒 東経139度56分46.2秒   |
| 大道交差点 | 秋田県道219号三倉鼻五城目線 |                    | 南秋田郡八郎潟町一日市字大道北緯39度56分56.23秒 東経140度4分36.99秒 |
| 大川三差路 | 国道7号                     | 終点 県道219号終点 | 南秋田郡五城目町大川字沖面                                          |

### 沿線の施設
- 大潟富士
- 八郎潟町役場
- 湖東地区行政一部事務組合消防本部 八郎潟消防署
- 東日本旅客鉄道（JR東日本） 奥羽本線八郎潟駅
- 八郎潟郵便局